# 60-я гвардейская стрелковая дивизия
60-я гвардейская стрелковая Павлоградская Краснознамённая ордена Суворова дивизия (сокр. 60 гв. сд) — соединение стрелковых войск РККА и Советской Армии. В годы Великой Отечественной войны дивизия принимала участие в боях на западном направлении.

## История
Дивизия имела наименование с 1941 года — 471-я стрелковая дивизия, с 20 мая 1942 года — 278-я стрелковая дивизия, с 1943 года — 60-я гвардейская стрелковая дивизия, с 1982 года — 185-й гвардейский стрелковый полк 60-й гв.сд—6-я гвардейская отдельная мотострелковая бригада, с 1997 по 2009 год — 6-й гвардейский мотострелковый полк 10-й гв.тд.

### 471-я сд, 278-я сд
471-я стрелковая дивизия сформирована 22 декабря 1941 года на основании Директивы Военного Совета Сталинградского военного округа. 20 мая 1942 года 471-я стрелковая дивизия была переименована в 278-ю стрелковую дивизию (2-го формирования).
В состав 278-й стрелковой дивизии вошли:
- 855-й стрелковый полк (бывший 1530-й стрелковый полк)
- 851-й стрелковый полк;
- 853-й стрелковый полк;
- 847-й артиллерийский полк;
- 348-й противотанковый дивизион;
- 367-я отдельная разведывательная рота;
- 563-й сапёрный батальон;
- 743-й отдельный батальон связи;
- 376-я рота химической защиты;
- 738-й медико-санитарный батальон;
- 311-я автотранспортная рота.

Участие в действующей армии
В действующей армии 278-я стрелковая дивизия с 20 мая 1942 года. Дивизия воевала в составе 38-й, 21-й, 3-й гвардейской, 12-й (3-го формирования), 6-й (3-го формирования), 46-й и 5-й ударной армий генерала Берзарина Н. Э..
Дивизия приняла боевое крещение 18 июня 1942 года, прикрывая отход дивизии по берегу реки Дон.
Перед началом контрнаступления под Сталинградом в состав кадрового 855-го стрелкового полка влился 196-й запасной стрелковый полк 3-й гвардейской армии Донского фронта, (командир полка майор Вильховский С. М. стал заместителем командира 855 го сп).
Дивизия, в составе 3-й гв. А, Юго-Западного фронта передислоцирована к станице Вёшенская, откуда 22 ноября 1942 года перешла в наступление под названием «Малый Сатурн». Уже к 28 ноября дивизия достигла станицы Боковская, где противник оказал сопротивление. Бои затянулись до 19 декабря. 25 декабря была взята станица Селивановская, а 1 января 1943 года — станица Скосырская.

#### 60-я гвардейская стрелковая дивизия
С ноября по декабрь 1942 года вела упорные бои. Дивизия особо отличилась в боях под Сталинградом, где ей присвоили звание «Гвардейская». (60-я гвардейская стрелковая дивизия).
Состав дивизии:
- 177-й (178) гвардейский стрелковый полк;
- 180-й гвардейский стрелковый полк;
- 185-й гвардейский стрелковый полк (бывший 855-й стрелковый полк)
- 132-й гвардейский артиллерийский полк;
- 65-й отдельный гвардейский самоходный артиллерийский дивизион (65-й отдельный гвардейский истребительно-противотанковый дивизион);
- 75-я отдельная гвардейская зенитная батарея (до 10 мая 1943 года)
- 63-я отдельная гвардейская разведывательная рота;
- 72-й отдельный гвардейский сапёрный батальон;
- 91-й отдельный гвардейский батальон связи;
- 64-я отдельная гвардейская рота химической защиты;
- 570-й (69-я) отдельный медико-санитарный батальон;
- 628-я (67-я) автотранспортная рота.
- 645-я (58-я) полевая хлебопекарня
- 652-й (57-й) дивизионный ветеринарный лазарет
- 1688-я полевая почтовая станция
- 1114-я полевая касса Государственного банка СССР

В дальнейшем за боевые заслуги дивизия удостоена почётного наименования «Павлоградская», награждена орденом Красного Знамени, и орденом Суворова 2 степени.

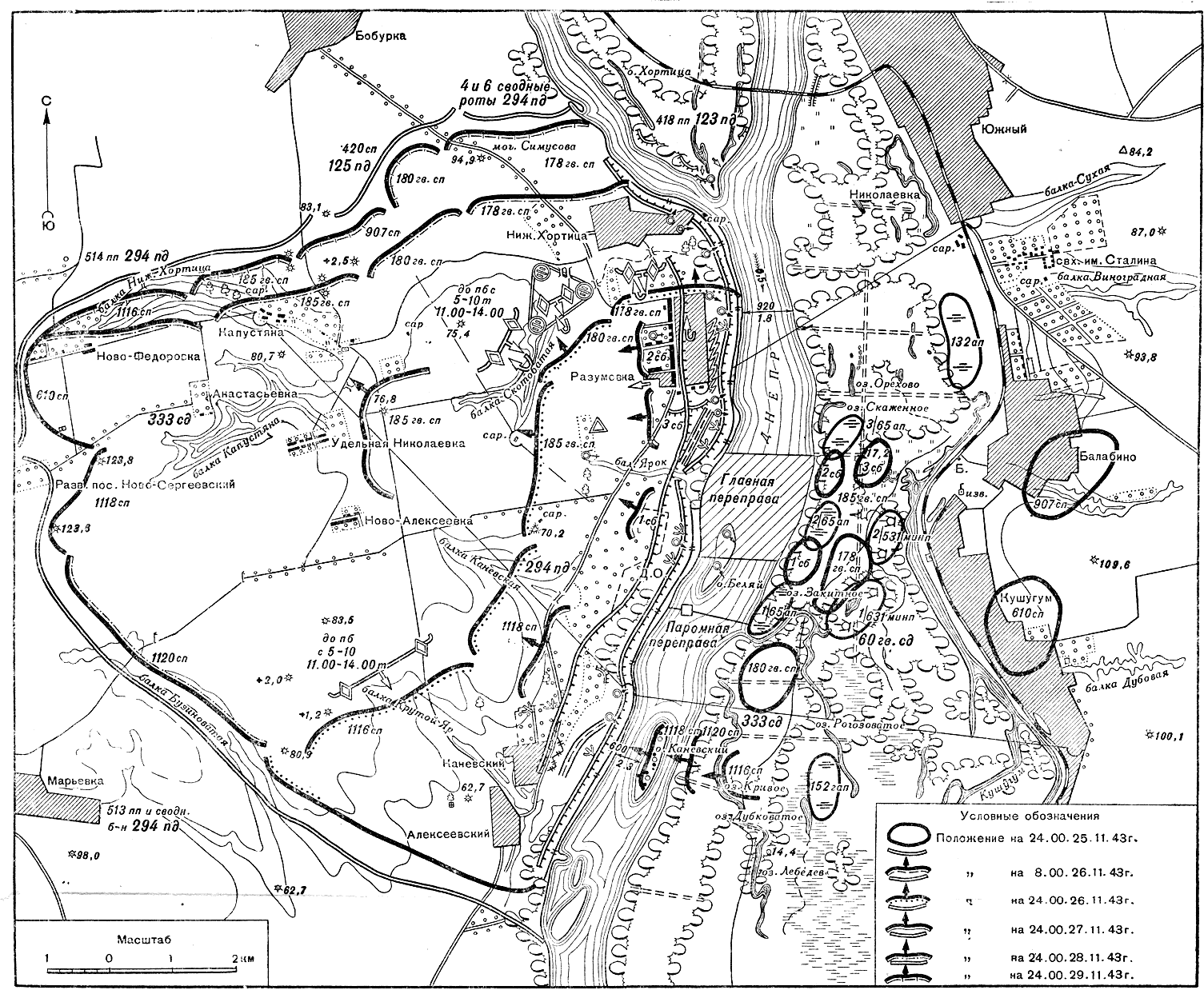
Форсирование Днепра. Боевые действия 60-й гв. сд. (26—29 ноября 1943 года).

Дивизия отличилась в Битве за Днепр. В сентябре 1943 года дивизия в составе 12 армии Юго-Западного фронта (с 20 октября 1943 года — 3-го Украинского фронта), освободив город Павлоград, вышла к северо-восточной окраине Запорожья. В октябре 1943 года город Запорожье был освобождён и начались приготовления к форсированию Днепра. 24 октября дивизия двумя полками, 185-м и 178-м гвардейскими, с приданным 5-м отдельным офицерским штурмовым (штрафным) батальоном, провела десантирование на о. Хортица на южной и юго-восточной его оконечностях. 27 октября 185-й гв. сп был отведён на левый берег Днепра, а 180-й, бывший в резерве, высажен на плацдарм на южной оконечности острова, удерживавшийся 178-м гв. сп, где велись боевые действия до 12 ноября. 26 ноября пополненный 185-й гв. сп скрытно высадился на правом берегу Днепра южнее о. Хортица, в районе Разумовки, и совместно с 333-й стрелковой дивизией захватил и расширил плацдарм. Выведенные в ночь с 12 на 13 ноября с о. Хортица и пополненные 178-й и 180-й гв. сп были снова введены в бой 27-28 ноября во втором эшелоне форсирования, при развитии операции на правом фланге, у с. Нижняя Хортица.
За мужество и героизм, проявленные при форсировании Днепра, 10 воинов 185-го гвардейского полка были удостоены звания Героя Советского Союза.
После Битвы за Днепр дивизия участвовала в Никопольско-Криворожской наступательной операции, освобождении города Никополь.
В конце 1943 года 60-я гвардейская стрелковая дивизия вошла в состав 6-й армии 3-го Украинского фронта, а к середине 1944 года в состав 5-й ударной армии. В её составе участвовала в Березнеговато-Снигиревской операции, форсировала реки Южный Буг и Днестр. Отличилась в боях на Шерпенском плацдарме. Участвовала в Ясско-Кишинёвской операции, освобождении города Кишинёв.
За решительные действия, героизм и мужество, проявленные в боях при освобождении города Кишинёв:
- 185-й гвардейский стрелковый полк был награждён орденом Богдана Хмельницкого 2 степени,
- 132-й гвардейский артиллерийский полк удостоен почётного наименования «Кишинёвский»,
- 72-й отдельный гвардейский сапёрный батальон был награждён орденом Красной Звезды,
- 180-й гвардейский стрелковый полк награждён орденом Красного Знамени

В сентябре 1944 года 5-я ударная армия была выведена в резерв Ставки Верховного Главнокомандующего и в ноябре 1944 года вошла в состав 1-го Белорусского фронта. В его составе дивизия участвовал в Висло-Одерской операции.
Победную точку в войне 60-я гв. сд поставила в штурме Берлина. Свой последний боевой рубеж захватила 26 апреля 1945 года в самом центре Берлина, в нескольких сотнях метров от Рейхстага.
За мужество и отвагу при взятии Берлина:
- 185-й гвардейский ордена Богдана Хмельницкого стрелковый полк удостоен почётного наименования «Берлинский».
- 180-й гвардейский стрелковый Краснознамённый полк удостоен почётного наименования «Берлинский».
- 65-й отдельный самоходный артиллерийский дивизион удостоен почётного наименования «Берлинский»,
- 177-й гвардейский Кишинёвский стрелковый полк награждён орденом Красного Знамени

Война для дивизии закончилась в Берлине 2 мая 1945 года.

## Послевоенный период

### Части 60-й гв. сд
После окончания войны на базе 3-го стрелкового батальона 185-го гв. сп 60-й гв. сд был сформирован 133-й отдельный батальон охраны Штаба Советской военной администрации в Германии, дислоцированный в берлинском районе Карлсхорст.
После Нюрнбергского процесса, на котором были осуждены главари гитлеровского рейха, 185-й гв. сп 60-й гв. сд вместе с союзниками охранял Тюрьму Шпандау, куда в июле 1947 года были доставлены для отбывания наказания семеро нацистских преступников.
В июне 1948 года 185-й гв. сп 60-й гв. стрелковой дивизии (вч пп 35767) был переформирован в 137-й отдельный комендантский батальон охраны Штаба Советской военной администрации в Германии — в/ч пп 75352.

### 6-я гвардейская отдельная мотострелковая бригада
20 августа 1962 года в Берлине на базе частей 60-й гвардейской стрелковой дивизии (185-го гв. сп, 133-го (пп 75242), 154-го (пп 51439) и 178-го (пп 83398) отдельных комендантских батальонов охраны.) была сформирована 

6-я отдельная мотострелковая бригада.

В целях увековечивания боевых заслуг и славы 185-го гвардейского стрелкового полка 60-й гв. сд в 1982 году Генеральным штабом ВС СССР 6-й омсбр были переданы его регалии — отныне бригада стала именоваться

6-я гвардейская отдельная мотострелковая Берлинская ордена Богдана Хмельницкого бригада. В бригаду также была передана Грамота и копия (с грифом «Секретно») исторического формуляра 185-го гв. сп 60-й гв. сд, которая хранилась вместе с историческим формуляром бригады.
В начале сентября 1982 года Главком ГСВГ генерал армии Зайцев М. М. в торжественной обстановке вручил бригаде гвардейское Боевое Знамя.
- Главком ГСВГ генерал армии Зайцев М. М. вручает комбригу подполковнику Дорофееву А. А. Боевое Знамя 6-й гв.омсбр. Берлин 1982.

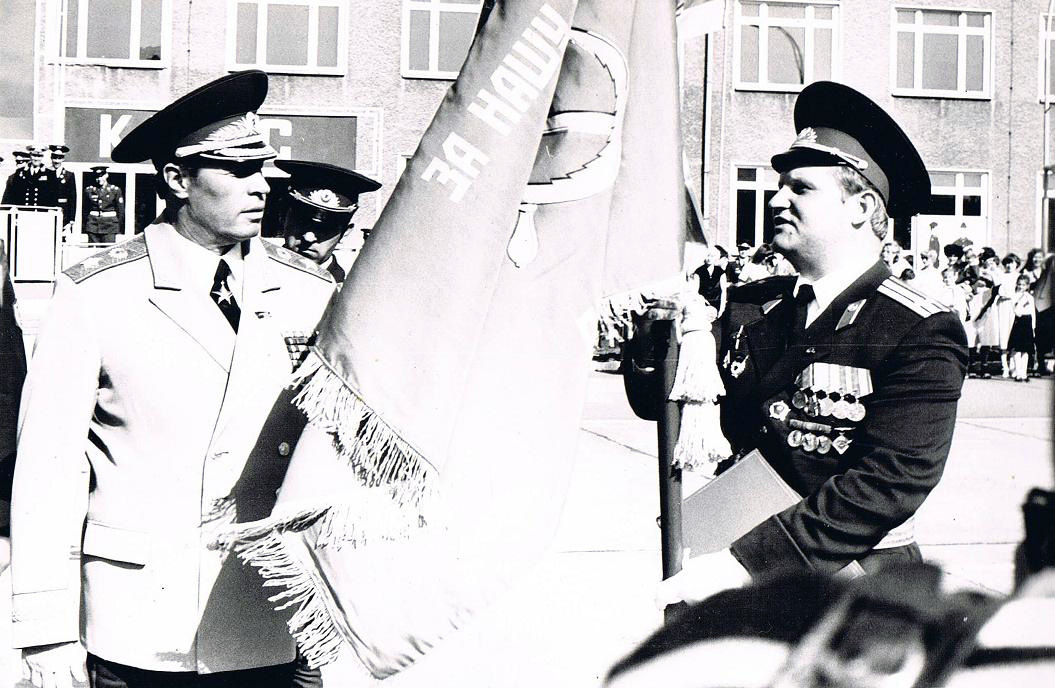
Главком ГСВГ генерал армии Зайцев М. М. вручает комбригу подполковнику Дорофееву А. А. Боевое Знамя 6-й гв.омсбр. Берлин 1982.

31 августа 1994 года 6-я гвардейская отдельная мотострелковая бригада последней была выведена из Западной группы войск в город Курск МВО.

### 6-й гвардейский мотострелковый полк. Расформирование.
В 1997 году 6-я гвардейская отдельная мотострелковая бригада была переформирована в 6-й гвардейский мотострелковый полк 10-й гвардейской танковой дивизии МВО.

В 2009 году 6-й гвардейский мотострелковый полк (бывший 185-й гвардейский стрелковый полк 60-й гвардейской стрелковой дивизии расформирован.

## Наименования и награды
- 3 января 1943 года —  Почетное звание Гвардейская — присвоено приказом Народного Комиссара обороны СССР за проявленную отвагу в боях за Отечество с немецкими захватчиками, за стойкость, мужество, дисциплину и организованность, за героизм личного состава.
- 23 сентября 1943 года — Почётное наименование «Павлоградская» — присвоено приказом Верховного Главнокомандующего за образцовую боевую выучку и в ознаменование достигнутых успехов при освобождении города Павлограда
- 14 октября 1943 года —  Орден Красного Знамени — награждена указом Президиума Верховного Совета СССР за образцовое выполнение заданий командования в боях с немецкими захватчиками и проявленные при этом доблесть и мужество.[8]
- 28 мая 1945 года —  Орден Суворова II степени — награждена указом Президиума Верховного Совета СССР за образцовое выполнение заданий командования при прорыве обороны немцев и наступлении на Берлин и проявленные при этом доблесть и мужество.[9]

Награды частей дивизии:
- 177-й гвардейский стрелковый Краснознаменный[10] полк
- 180-й гвардейский стрелковый Краснознаменный[11] полк
- 185-й гвардейский стрелковый ордена Богдана Хмельницкого[11] полк
- 72-й отдельный гвардейский сапёрный орденов Александра Невского[12] и Красной Звезды[11] батальон;
- 91-й отдельный гвардейский орденов Александра Невского[12] и Красной Звезды[13] батальон связи;
- 570-й отдельный медико-санитарный ордена Красной Звезды[12] батальон

## Командование
- Гвардии генерал-майор Монахов, Дмитрий Петрович (до января 1944 года)
- Гвардии генерал-майор Соколов, Василий Павлович (январь 1944 — декабрь 1946)

## Герои Советского Союза и полные кавалеры ордена Славы
- Адоньев, Дмитрий Никитович, гвардии старший сержант, командир миномётного расчёта 185-го гвардейского стрелкового полка.
- Арсеньев, Николай Иванович. Указом Президиума Верховного Совета СССР от 24 ноября 1962 года Арсеньев был лишён звания Героя Советского Союза и всех званий и наград.
- Алдошин, Алексей Николаевич, гвардии ефрейтор, пулемётчик 177-го гвардейского стрелкового полка.
- Бовт, Василий Афанасьевич, гвардии сержант, командир пулемётного расчёта 180-го гвардейского стрелкового полка.
- Борисов, Николай Иванович, гвардии капитан, командир артиллерийской батареи 177-го гвардейского стрелкового полка.
- Боровик, Сергей Кононович, гвардии сержант, стрелок 180 гвардейского стрелкового полка.
- Васин, Александр Григорьевич, гвардии лейтенант, командир роты 177-го гвардейского стрелкового полка.
- Великий, Константин Трофимович, гвардии красноармеец, разведчик 178-го гвардейского стрелкового полка.
- Вильховский, Семён Михайлович, гвардии подполковник, командир 185-го гвардейского стрелкового полка.
- Волощук, Константин Никитович, гвардии капитан, командир батальона 177-го гвардейского стрелкового полка.
- Гайсин, Ахметсафа Гайсинович, гвардии младший лейтенант, командир взвода 185-го гвардейского стрелкового полка.
- Галицкий, Николай Васильевич, гвардии старший сержант, командир пулемётного расчёта 177-го гвардейского стрелкового полка.
- Галяткин, Пётр Иванович, гвардии старший сержант, комсорг батальона 178-го гвардейского стрелкового полка.
- Герасименко, Михаил Корнеевич, гвардии старший сержант, стрелок 178-го гвардейского стрелкового полка.
- Григорьев, Иван Яковлевич, гвардии лейтенант, командир взвода 45-мм пушек 180-го гвардейского стрелкового полка.
- Гриценко, Фёдор Гаврилович, гвардии старший сержант, помощник командира сапёрного взвода 185-го гвардейского стрелкового полка.
- Дёгтев, Пётр Максимович, гвардии сержант, наводчик орудия 178-го гвардейского стрелкового полка.
- Дорофеев Александр Иванович, гвардии лейтенант, командир стрелковой роты 185-го гвардейского стрелкового полка.
- Доценко, Степан Матвеевич, гвардии красноармеец, наводчик орудия 185-го гвардейского стрелкового полка.
- Елисеев, Григорий Семёнович, гвардии капитан, заместитель командира по политической части 3-го стрелкового батальона 178-го гвардейского стрелкового полка.
- Завгородний, Василий Никифорович, гвардии лейтенант, командир миномётного взвода 185-го гвардейского стрелкового полка.
- Ибраев, Искак, гвардии лейтенант, командир взвода 177-го гвардейского стрелкового полка.
- Иотка, Феодосий Антонович, гвардии майор, заместитель по политической части командира 178-го гвардейского стрелкового полка.
- Иргашев, Боис Хамидович, гвардии старшина, разведчик 132-го гвардейского артиллерийского полка.
- Истомин, Василий Иннокентьевич, гвардии старший лейтенант, командир роты противотанковых ружей 185-го гвардейского стрелкового полка.
- Каратаев, Афанасий Тимофеевич, гвардии старший сержант, помощник командира взвода 180-го гвардейского стрелкового полка.
- Козачек, Николай Абрамович, гвардии красноармеец, наводчик противотанкового ружья 177-го гвардейского стрелкового полка.
- Колесник, Павел Антонович, гвардии младший лейтенант, командир 2-й стрелковой роты 185-го гвардейского стрелкового полка.
- Конопля, Василий Фёдорович, гвардии старший сержант, помощник командира пулемётного взвода 185-го гвардейского стрелкового полка.
- Косов, Василий Николаевич, гвардии полковник, командир 177-го гвардейского стрелкового полка.
- Кравцов, Борис Васильевич, гвардии старший лейтенант, начальник разведки дивизиона 132-го гвардейского артиллерийского полка.
- Кузов, Демьян Васильевич, гвардии майор, командир 180-го гвардейского стрелкового полка.
- Литвиненко, Пётр Степанович, гвардии старший лейтенант, командир огневого взвода 132-го гвардейского артиллерийского полка.
- Литвинов, Василий Михайлович, гвардии старший сержант, командир миномётного расчёта 185-го гвардейского стрелкового полка.
- Малый, Сергей Дмитриевич, гвардии старший лейтенант, командир роты 185-го гвардейского стрелкового полка.
- Марченко, Фёдор Илларионович, гвардии младший лейтенант, парторг батальона 180-го гвардейского стрелкового полка.
- Морозенко, Михаил Алексеевич, гвардии старший лейтенант, командир роты 177-го гвардейского стрелкового полка.
- Мыза, Владимир Иванович, гвардии капитан, заместитель командира батальона 185-го гвардейского стрелкового полка.
- Нурманов, Прим, гвардии старший сержант, командир отделения 178-го гвардейского стрелкового полка.
- Орлов, Александр Игнатьевич, гвардии старший лейтенант, командир батареи 132-го гвардейского артиллерийского полка.
- Парамонов, Константин Ефимович, гвардии лейтенант, командир роты 185-го гвардейского стрелкового полка.
- Рязанцев, Алексей Павлович, гвардии майор, командир батальона 180-го гвардейского стрелкового полка.
- Соколов, Василий Павлович, гвардии генерал-майор, командир дивизии.
- Соловьёв, Михаил Васильевич, парторг батальона 177-го гвардейского стрелкового полка.
- Сорокин, Григорий Михайлович, наводчик орудия 132-го гвардейского артиллерийского полка.
- Федулов Павел Иванович, командир батальона 177-го гвардейского стрелкового полка.
- Фошин, Иван Николаевич, гвардии лейтенант, командир роты 180-го гвардейского стрелкового полка.
- Хорь, Николай Михайлович, гвардии младший лейтенант, командир взвода 180-го гвардейского стрелкового полка.
- Черноволенко, Иван Игнатьевич, гвардии лейтенант, командир роты 178-го гвардейского стрелкового полка.
- Шаруев, Николай Петрович, гвардии старший сержант, командир отделения 180-го гвардейского стрелкового полка.
- Шилин, Афанасий Петрович, гвардии старший лейтенант, начальник разведки дивизиона 132-го гвардейского артиллерийского полка.